# شیرینی مشهدی

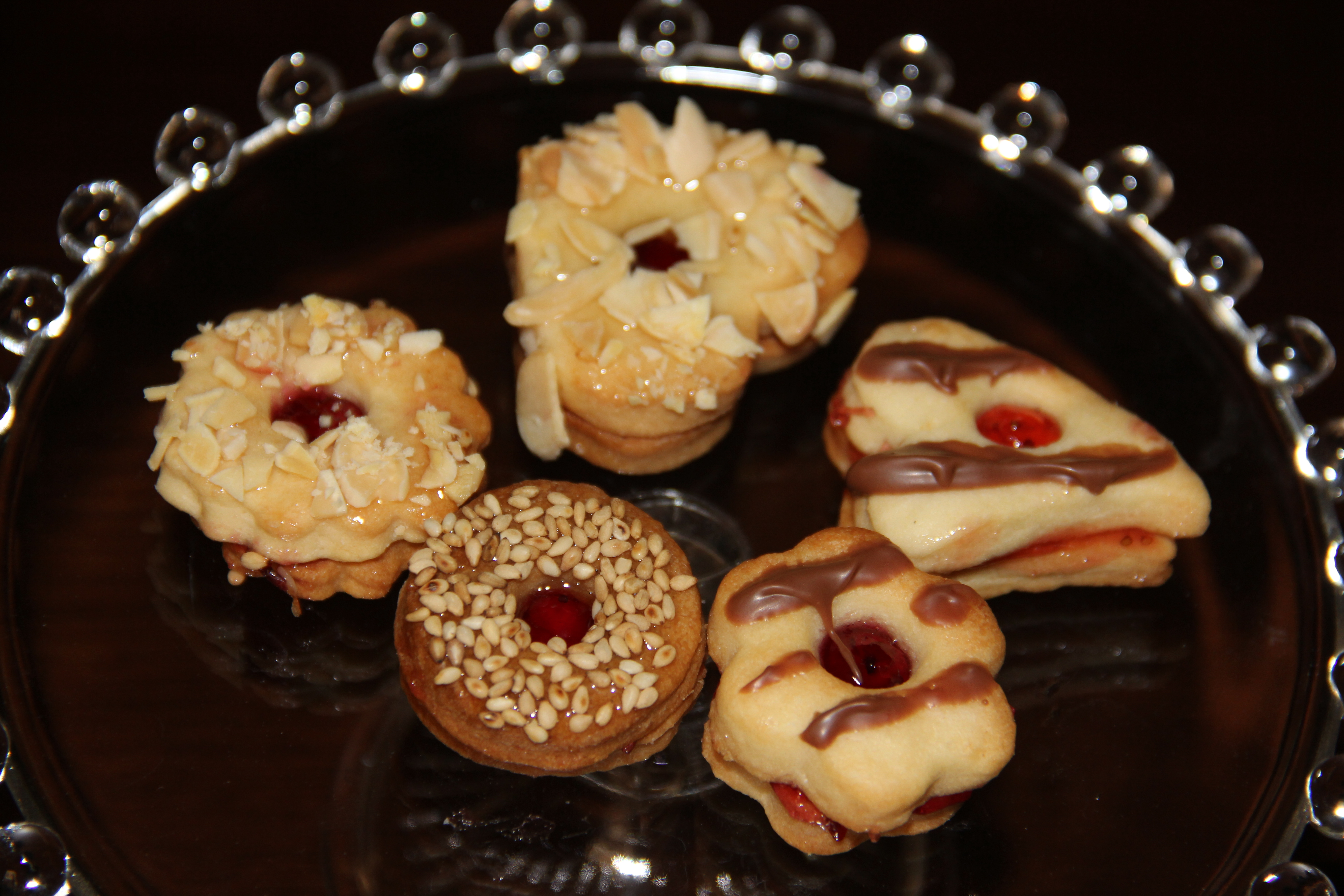
شیرینی مشهدی

شیرینی مشهدی یا شیرینی آلمانی یا شیرینی سوئیسی یکی از انواع شیرینی‌های سنتی ایرانی است. در این نوع شیرینی آرد، روغن، شکر، شربت قوام آمده، مارمالاد و تخم مرغ بکار می‌رود. این شیرینی از دو لایه تشکیل می‌شود و مابین لایه‌های آن مارمالاد قرار می‌گیرد.